# Evangelische Kirche Augsburgischen Bekenntnisses in Slowenien

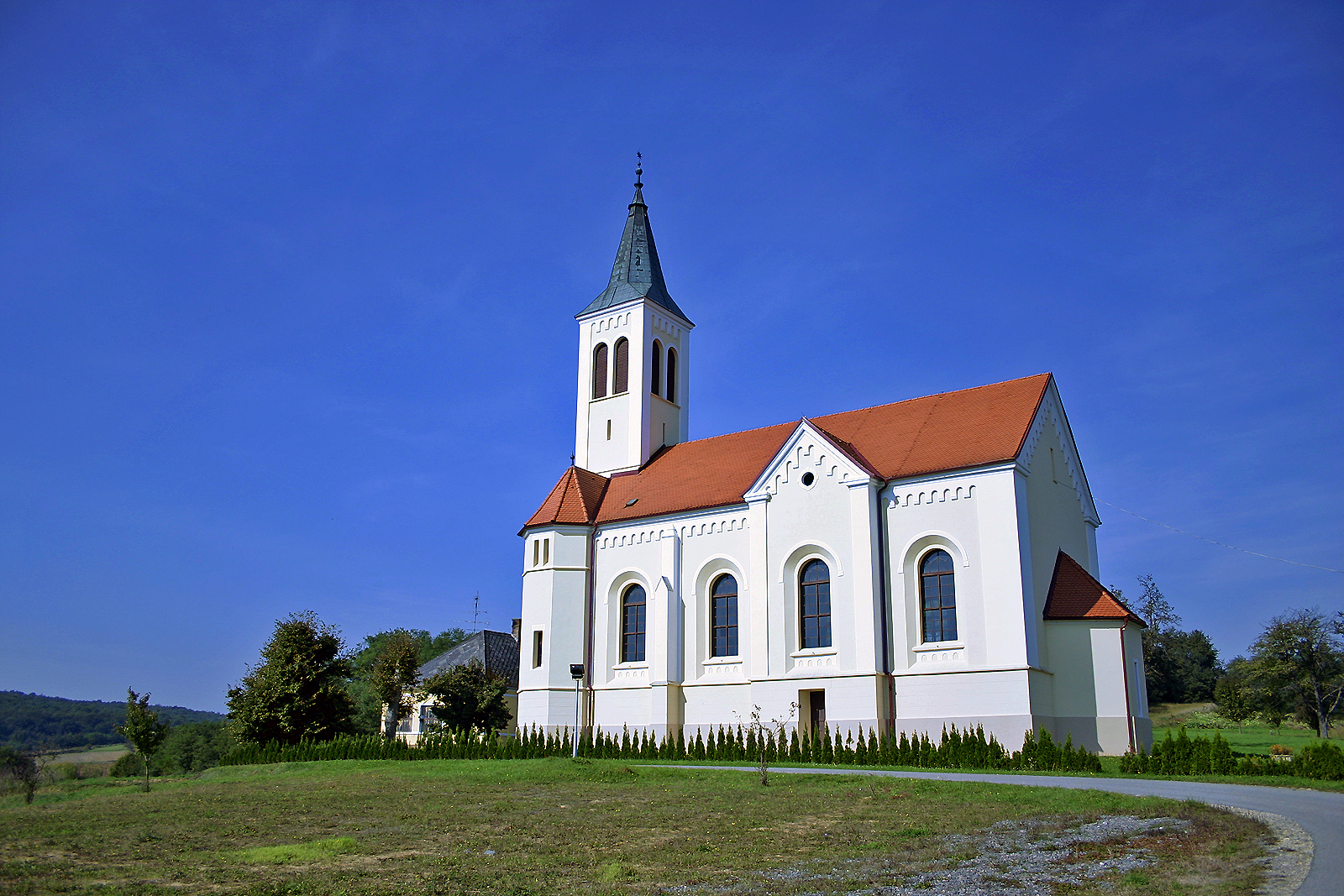
Evangelische Kirche in Domanjševci

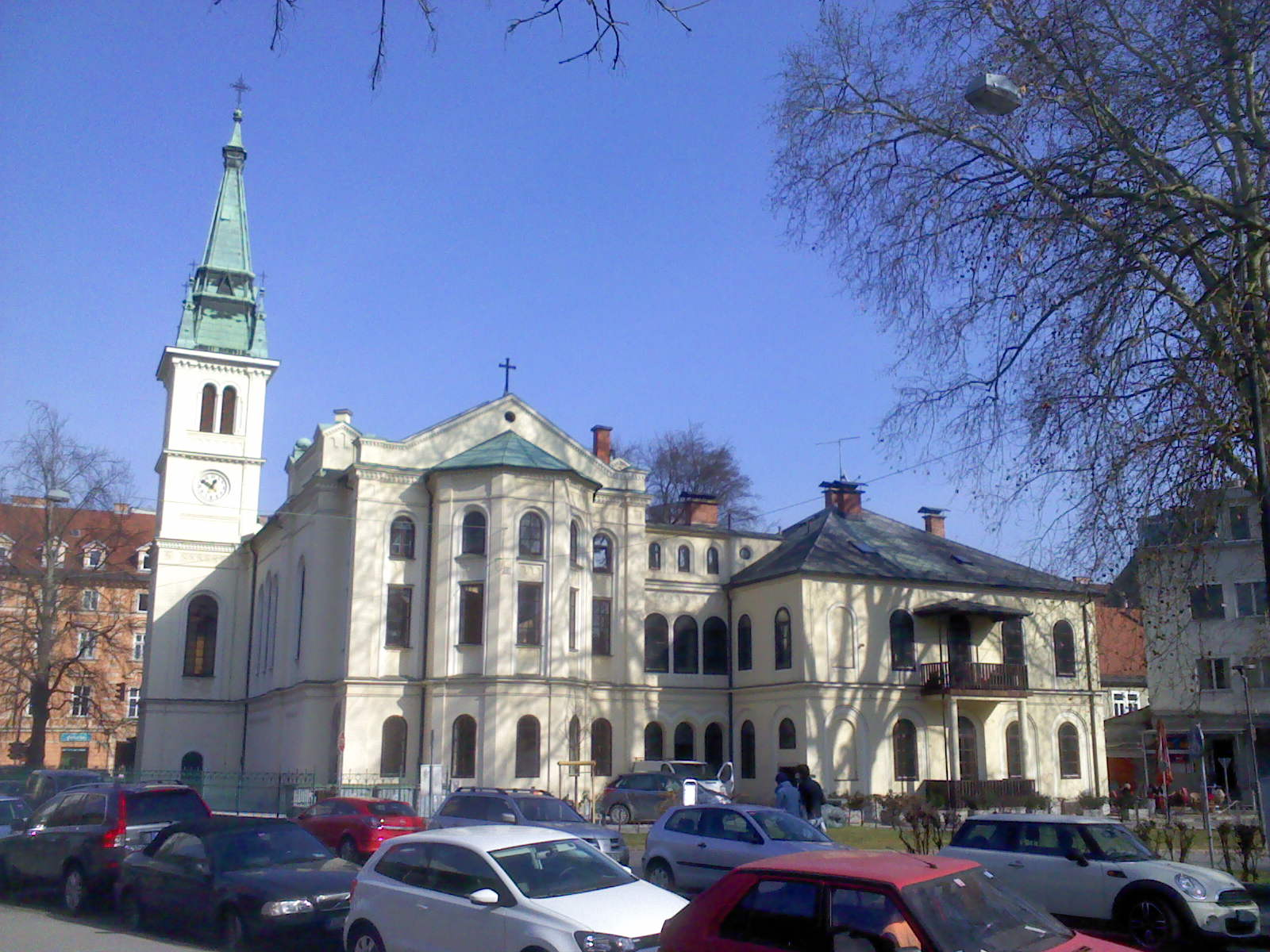
Evangelische Primož-Trubar-Kirche in Ljubljana

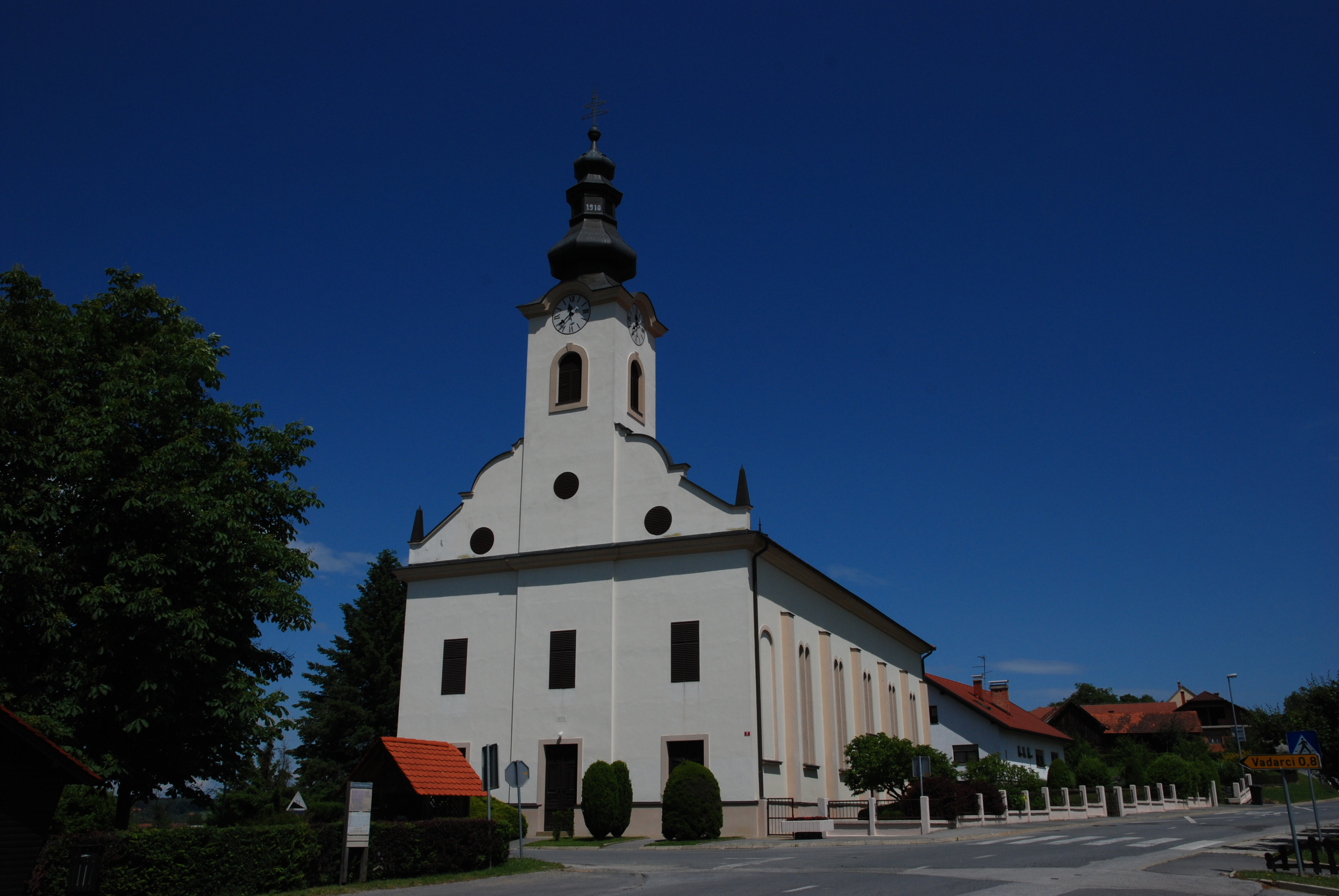
Evangelische Kirche in Bodonci

Die Evangelische Kirche Augsburgischen Bekenntnisses in Slowenien (Evangeličanska cerkev augsburške veroizpovedi v Sloveniji oder kurz Evangeličanska Cerkev AV) ist die größte protestantische Kirche in Slowenien und mit etwa 20.000 Mitgliedern – weniger als einem Prozent der Gesamtbevölkerung – die viertgrößte Religionsgemeinschaft Sloweniens. Der größte Teil der Evangelischen Sloweniens lebt im äußersten Nordosten im Prekmurje, wo sich elf der 14 Pfarren befinden.
Es handelt sich um eine lutherische Kirche (vgl. Evangelische Kirche AB). Die Kirche wird von einem Bischof geleitet.

## Geschichte
Im Herzogtum Krain hatte die evangelische Kirche ihre Anfänge im 16. Jahrhundert, als der slowenische Reformator Primož Trubar als Erster Martin Luthers Katechismus sowie Teile des Neuen Testaments ins Slowenische übersetzte. Kurz darauf übersetzte Jurij Dalmatin die gesamte Bibel, die daraufhin in den protestantischen Kirchen verwendet wurde.
In den 1530er Jahren predigte Primož Trubar am katholischen Laibacher Dom St. Nikolai, wo er in seinen Predigten in slowenischer Sprache zunehmend protestantisches Gedankengut zum Ausdruck brachte. Ein weiterer protestantisch orientierter Prediger an dieser Kirche war Paul Wiener, der aber auf Deutsch predigte. Diese Predigten standen im Gegensatz zur papsttreuen Ausrichtung des Bistums Laibach. 1540 musste Trubar nach Triest wechseln. 1547 wurde er von Bischof Urban Textor exkommuniziert und musste nach Nürnberg fliehen, von wo er nach Rothenburg ob der Tauber zog. Dort übersetzte er den Katechismus ins Slowenische, der 1550 in Tübingen veröffentlicht wurde. Paul Wiener wurde dagegen gezwungen, ins Exil nach Siebenbürgen zu gehen.
Auch Jurij Dalmatin, der nach Abschluss seines Studiums der evangelischen Theologie in Tübingen als protestantischer Pfarrer in Vigaun, Sankt Kanzian in Oberkrain und Laibach arbeitete, musste seine Bücher in Deutschland drucken lassen. Zur Übersetzung der Bibel ins Slowenische soll er sich unter dem Schutz von Herbard VIII. von Auersperg auf Schloss Auersperg in Unterkrain aufgehalten haben. Um eine Druckerei zu finden, ging er im Oktober 1580 nach Graz und Klagenfurt. Die Bibelübersetzung kam 1584 in Wittenberg heraus. In den folgenden Jahren wurden seine slowenischen Bibeln in Fässern versteckt nach Krain geschafft.
Die Reformation breitete sich schnell im damaligen slowenischen Sprachraum aus. Sie fand insbesondere beim Adel und Bürgertum Anhänger, wobei z. B. in Cilli etwa 99 % der Stadtbevölkerung evangelisch wurden.
Da der Erzherzog von Österreich keine protestantischen Kirchen in den Städten duldete, errichteten die protestantischen Stände in Scharfenau bei Sachsenfeld eine prächtige Kirche, deren Bau von 1582 bis 1589 dauerte. Im Zuge der Gegenreformation ließ der spätere Kaiser, der österreichische Erzherzog Ferdinand, diese Kirche am 19./20. Januar 1600 sprengen und stattdessen ein Kapuzinerkloster in Cilli errichten. Bereits in einem Bericht von 1600 war die Kirche in Scharfenau dem Erdboden gleichgemacht und nicht mehr auffindbar; trotzdem blieb die Erinnerung an die Protestanten bis ins 20. Jahrhundert lebendig.
Durch die Gegenreformation wurde der Protestantismus vollkommen unterdrückt. Amtsträger der evangelischen Kirche, darunter auch Primož Trubar, flohen in protestantische Gebiete Deutschlands. Lediglich in Ungarn, zu dem die slowenischsprachigen Gebiete Prekmurje gehörten, konnten zwei evangelische Gemeinden überleben, Surd und Nemescsó (Tschobing). Auf Grund des Toleranzpatents von 1781 konnten einige neue slowenischsprachige evangelische Gemeinden in Ungarn entstehen (István Küzmics, Mihály Bakos).
Im 19. Jahrhundert gründeten deutschsprachige Zuwanderer neue evangelische Gemeinden in Laibach, Cilli und Marburg an der Drau. Nach dem Zweiten Weltkrieg war evangelisches Gemeindeleben in diesen Städten zunächst nicht mehr möglich. Erst in den 1950er Jahren gestatteten die jugoslawischen Behörden die neuerliche Öffnung der evangelischen Kirchen in Ljubljana und Maribor. Heute sind die meisten Mitglieder dieser Gemeinden Zuwanderer aus Prekmurje und deren Nachkommen.
Die heutige Evangelische Kirche Augsburgischen Bekenntnisses in Slowenien wurde auf der Grundlage eines Statuts von 1977 neu organisiert und ist Mitglied im Lutherischen Weltbund sowie in der ökumenischen Konferenz Europäischer Kirchen.

## Organisation
Zur Evangelischen Kirche Augsburgischen Bekenntnisses in Slowenien gehören 14 Kirchengemeinden:
- Apače
- Bodonci (Gemeinde Putzendorf)
- Domanjševci (Gemeinde Schlabing)
- Gornji Petrovci
- Gornji Slaveči
- Hodoš
- Križevci (Goričko)
- Lendava
- Ljubljana (Evangelische Kirche Primož Trubarj)
- Maribor
- Moravske Toplice
- Murska Sobota
- Puconci
- Laak bei Sankt Nikolai

## Bischöfe
- 2001–2013: Geza Erniša (zuvor schon ab 1995 Senior der Kirche)
- 2013–2019: Geza Filo[6]
- 2019–2025: Leon Nowak[7]
- 2025–  :  Aleksander Erniša (Amtseinführung für den 1. Advent 2025 vorgesehen)[8]